# Ghețovo, Razgrad
Ghețovo (în bulgară Гецово) este un sat în comuna Razgrad, regiunea Razgrad,  Bulgaria. 

## Demografie
Componența etnică a satului Ghețovo
     Bulgari (95,6%)
     Nicio identificare (3,49%)
     Altele (1,07%)
La recensământul din 2011, populația satului Ghețovo era de 1.774 locuitori. Din punct de vedere etnic, majoritatea locuitorilor (95,6%) erau bulgari. Pentru 3,49% din locuitori nu este cunoscută apartenența etnică.